# Nyctemera chalcosidia
Nyctemera chalcosidia är en fjärilsart som beskrevs av George Francis Hampson 1910. Nyctemera chalcosidia ingår i släktet Nyctemera och familjen björnspinnare. Inga underarter finns listade i Catalogue of Life.